# Héctor García Godoy
Héctor García Godoy, född 11 januari 1921, död 20 april 1970, var jurist och diplomat, president i Dominikanska republiken mellan 3 september 1965 och 1 juli 1966. Han var dessutom utrikesminister under Juan Bosch 1963.